# Uno Lingmark
Uno Lingmark, född 1948 i Stockholm, är en svensk författare och utbildare inom telefonförsäljning och telemarketing inom Norden. 2011 medverkade han i Sveriges Radios konsumentprogram Plånboken (P1) där han delgav telefonförsäljarnas bästa knep.